# Pierre Coustau
Pierre Coustau (nome umanistico: Petrus Costalius; Parigi, ... – ...; fl. 1555) è stato un umanista e giurista francese di origini giudee.

## Biografia

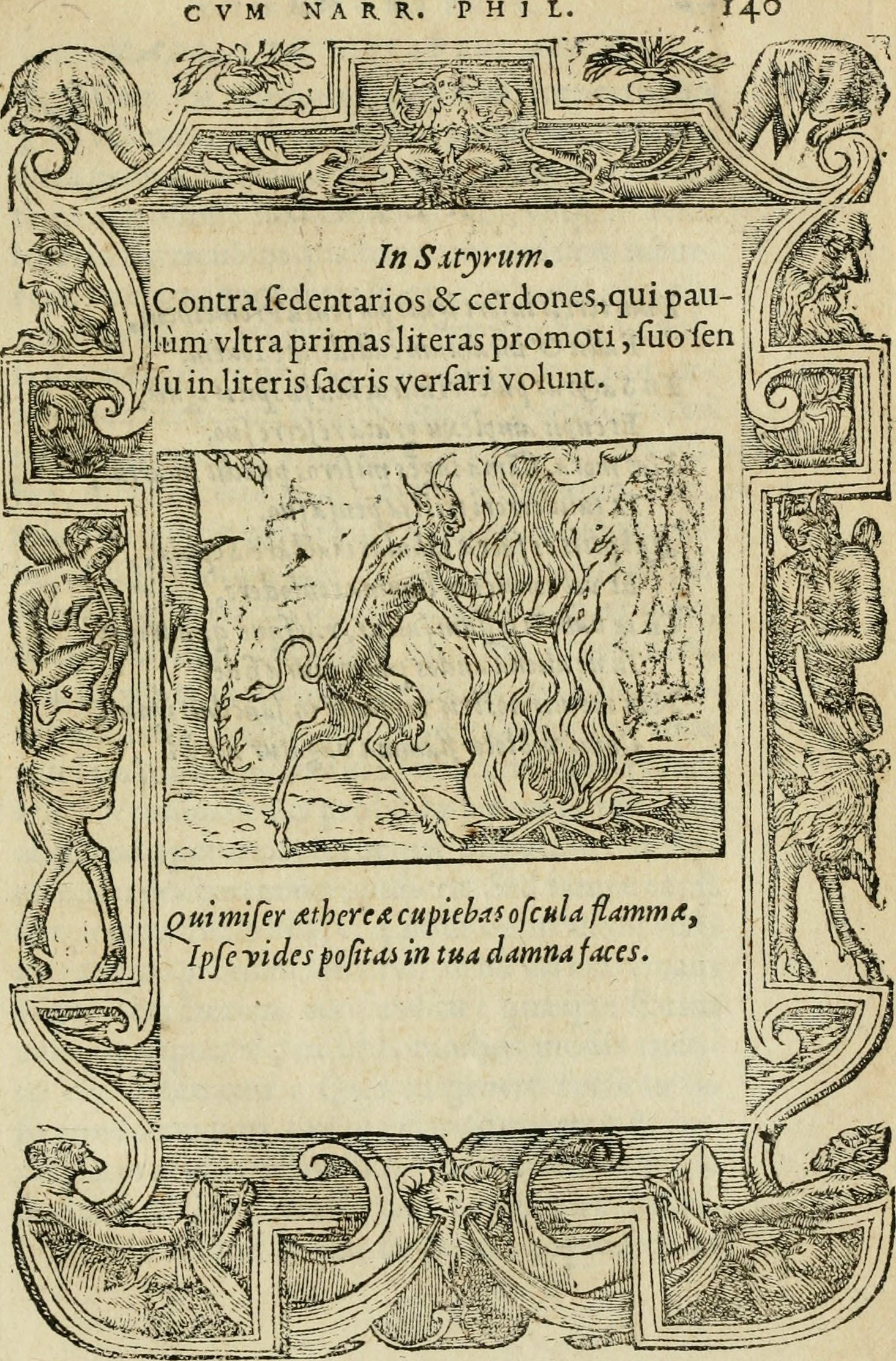
Un emblema dal Pegma

Si conosce molto poco della vita di Coustau. Nato a Parigi, compì studi giuridici dopo i quali visse per qualche tempo a Vienna e, in seguito, a Lione. Qui fece la conoscenza dell'editore Macé Bonhomme, attivo nel campo dell'editoria di argomento erudito, e divenne amico dell'umanista Pierre Davantès. Dell'amicizia con Davantès vi è una testimonianza in un'opera pubblicata da Coustau nel 1554, all'interno della quale è riprodotta una lunga epistola speditagli da Davantès, scritta in un ebraico letterario, recante la data ebraica del terzo giorno del mese di Tevet 5314 (corrispondente all'8 dicembre 1553 del calendario giuliano).
Secondo una congettura di Valérie Hayaert, dell'European University Institute, Coustau ebbe anche un secondo nome latinizzato, Petrus Costus: mentre con il primo (Petrus Costalius) firmava opere giuridiche e di emblematica, con il secondo avrebbe scritto su materie rabbiniche e di religione ebraica.

## Opera
Pierre Coustau pubblicò esclusivamente in latino.

### Pegma, cum narrationibus philosophicis
La sua opera più importante è Pegma, cum narrationibus philosophicis, pubblicata a Lione nel 1555, per i tipi di Macè Bonhomme, il quale, già due anni prima (per la precisione nel marzo 1553) si era assicurato il privilegio di pubblicazione.
Si tratta un lavoro di emblematica che, in maniera palese, si ispira a una famosa opera di allegorie e simboli, l'Emblemata, pubblicata nel 1531 da Andrea Alciato, anch'egli umanista e giurista, al pari di Coustau. 
L'opera di Coustau è dedicata a 122 emblemi, 95 dei quali sono illustrati e inquadrati in cornici decorative. Molti emblemi sono collegati a questioni e argomenti di natura giuridica e sono accompagnati da "narrationes philosophicae", una scelta editoriale e letteraria, questa, che marca l'innovatività dell'opera. In questo modo, Coustau aveva ripreso un'innovazione introdotta nel 1552 da Barthélemy Aneau, il quale, nel tradurre l'opera di Alciato, vi aveva apposto dei brevi commentari.
Coustau sviluppa ulteriormente questa idea attraverso la redazione di veri e propri saggi filosofici, compiuti e autosufficienti, in una maniera che può ricordare i Saggi di Michel de Montaigne.
L'opera conobbe subito una volgarizzazione in francese, Le Pegme (1555), grazie a Lanteaume de Romieu. A questa prima edizione in volgare, priva delle dissertazioni filosofiche, fece seguito una più fedele nel 1560, comprendente la traduzione in volgare delle originarie narrationes philosophicae latine di Coustau.

### Altre opere
Scrisse anche un trattato sul diritto romano, Adversiorum ex Pandectis Iustiniani imperatoris liber prior, ad quinque et viginti antecedentes libros, authore Petro Costalio, pubblicato, sempre da Bonhomme, nel 1554.
Di lui è noto un poema celebrativo in latino, dedicato alla Pace, Petri Costalii de pace carmen, pubblicato a Parigi nel 1559.
In ultimo, se si accettano le argomentazioni di Valérie Hayaert, va ascritta a Coustau anche una quarta opera, vertente su temi di esegesi biblica rabbinica,  Typus Messiae et Christi Domini ex veterum prophetarum praesensionibus contra Judaeorum, authore Petro Costo, pubblicato da Macè Bonhomme, a Lione, nel 1554.